# 瓦亞奈山
13°17′54″S 72°23′35″W / 13.29833°S 72.39306°W

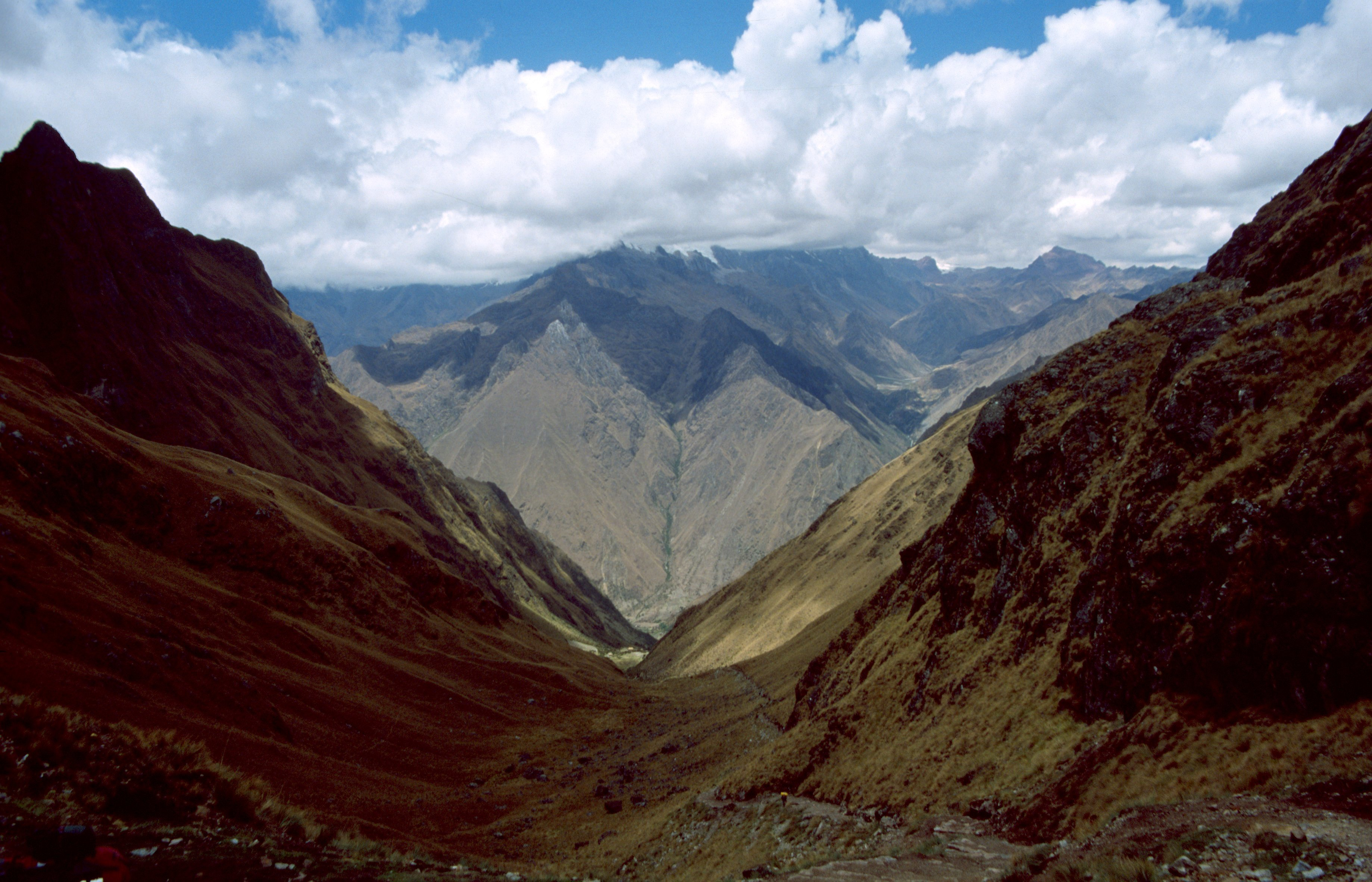

瓦亞奈山（Huayanay），是秘魯的山峰，位於該國南部庫斯科大區的安塔省和烏魯班巴省，屬於安第斯山脈中維爾卡潘帕山脈的一部分，處於薩康泰山以東，海拔高度5,464米。